# ハリイ属
ハリイ属（針藺属・学名：Eleocharis）は、カヤツリグサ科の属のひとつである。ハリイ属の植物には200種から250種があり、ハリイ、クログワイなどを含む。

## 特徴
ハリイ属は、多くがややイグサ似で、花茎のみが並び、葉がほとんど見られない植物である。ほとんどが湿地性で、一部は水に沈んでも生育できる。
匍匐枝はあるものもないものもある。多数の花茎を束になって生じるもの、横にはう地下茎の上で離れ離れに生じるものなどある。花茎の基部には葉があるが、すべて鞘になっており、葉身は発達しない。また、花茎には途中に節がない。
小穂は花茎の先端にある。小穂の基部の苞は葉状に発達せず、小穂だけが茎の上に乗っている。小穂は１つだけつくものが多い。小穂は円筒形か楕円形で、多数の花をつけ、鱗片は螺旋状に並ぶ。一部に小穂が花茎とほぼ同じ太さで、そのままつながったように見えるものがある。
鱗片の中の花は両性花で、雌しべと三本の雄しべがあり、その周辺に針状の附属物が約6本並んでいる。ただし、雄しべと附属物はもっと少なくなっている場合もある。針状の附属物は普通は細い針状で、鱗片の中に収まる。その長さは種の区別にも重視される。なお、シカクイでは、針状の附属物が多数の横枝を出し、羽根状になる。
雌しべの花柱は、その基部が大きく膨らみ、子房との接続部は幅広くなっている。この部分は果実が成熟してもそのまま残り、その上の部分で花柱が落ちる。この点はこの仲間の大きな特徴で、同じように花柱の基部が幅広くなっているテンツキ属のものでは、果実とこの部分の間で分離する。また、針状の附属物を持っている点で共通しているホタルイ属は、花柱の基部が幅広くならない。

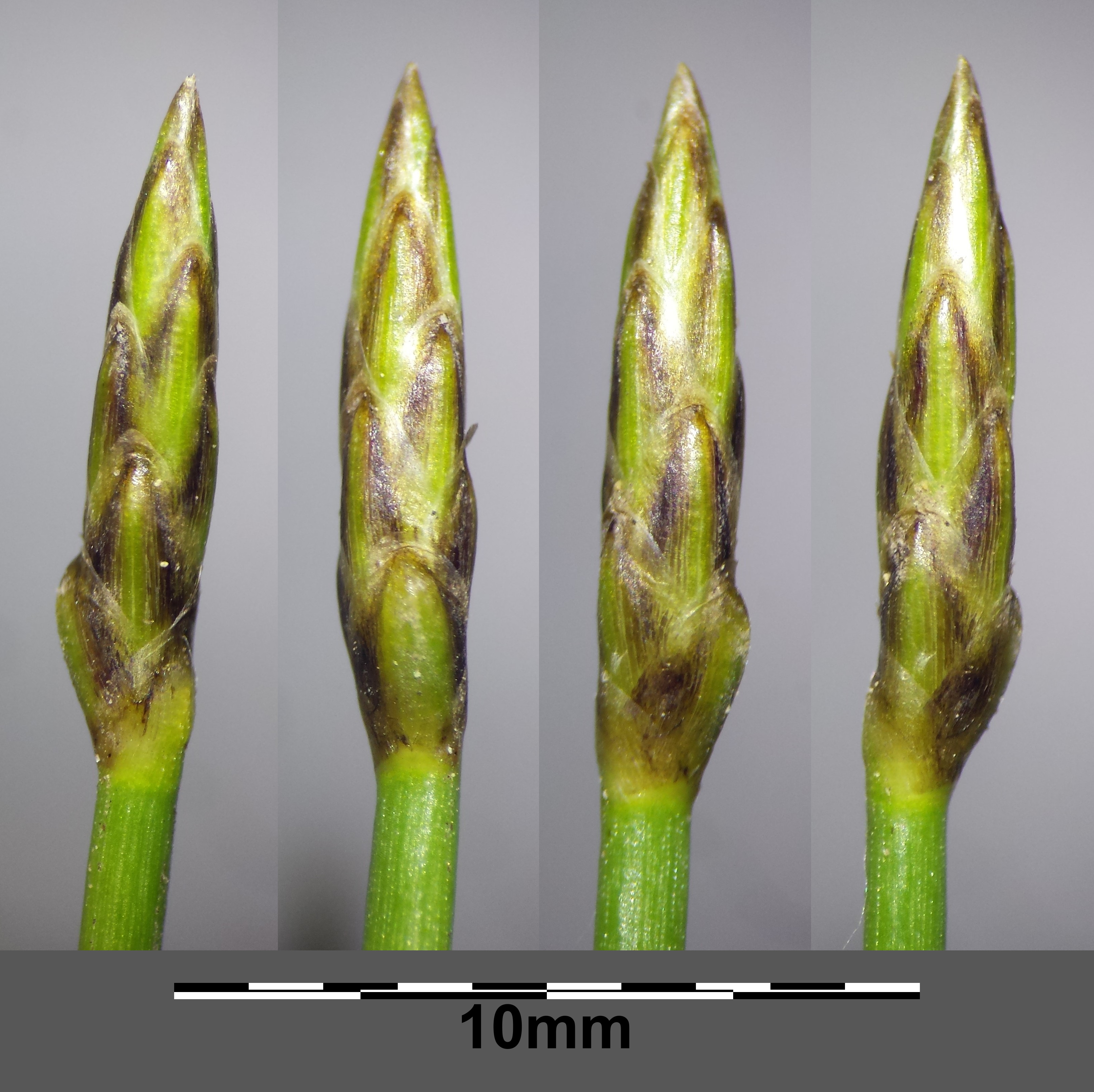
小穂 Eleocharis uniglumi・以下も
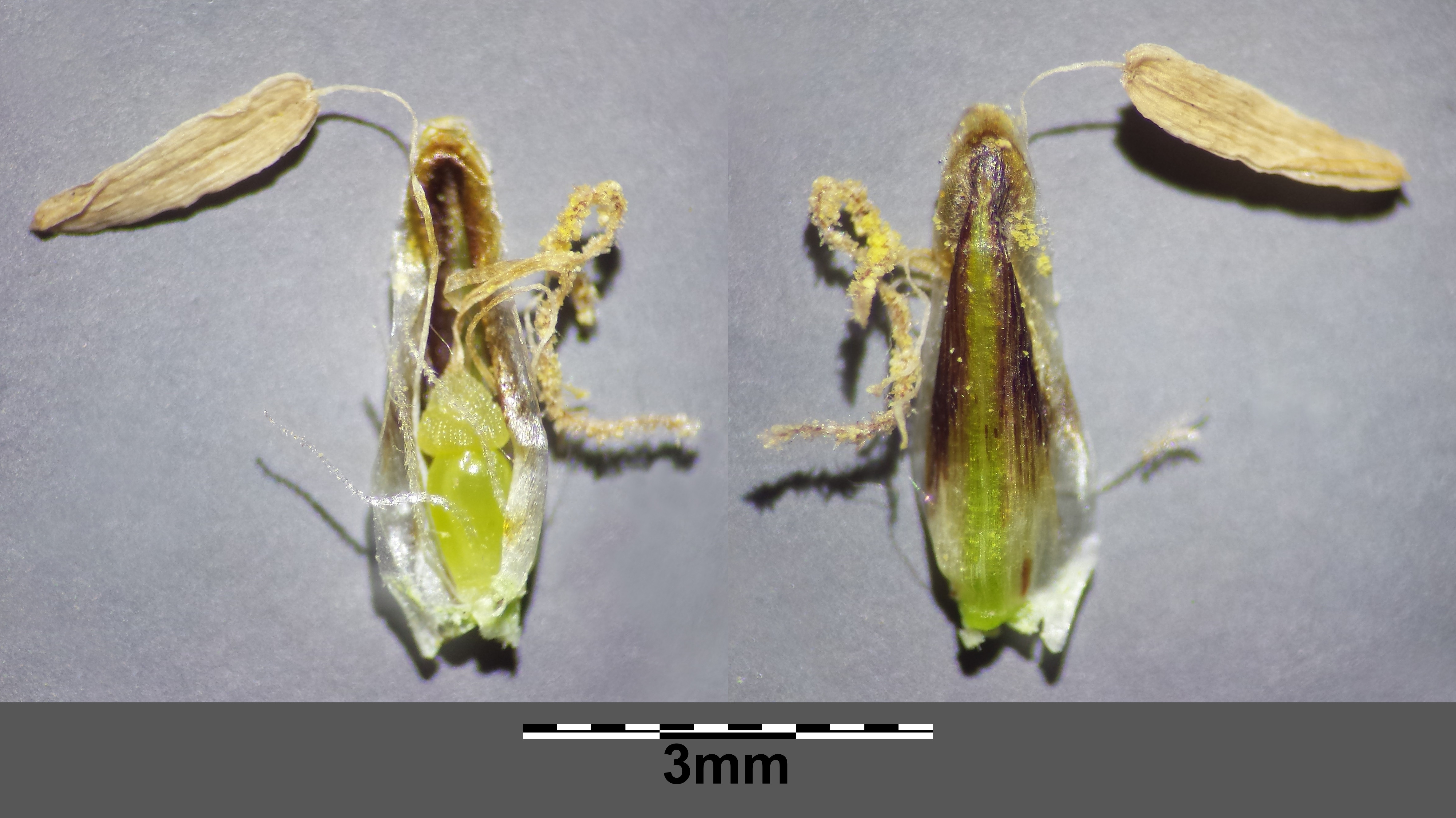
鱗片の内側の小花を示す
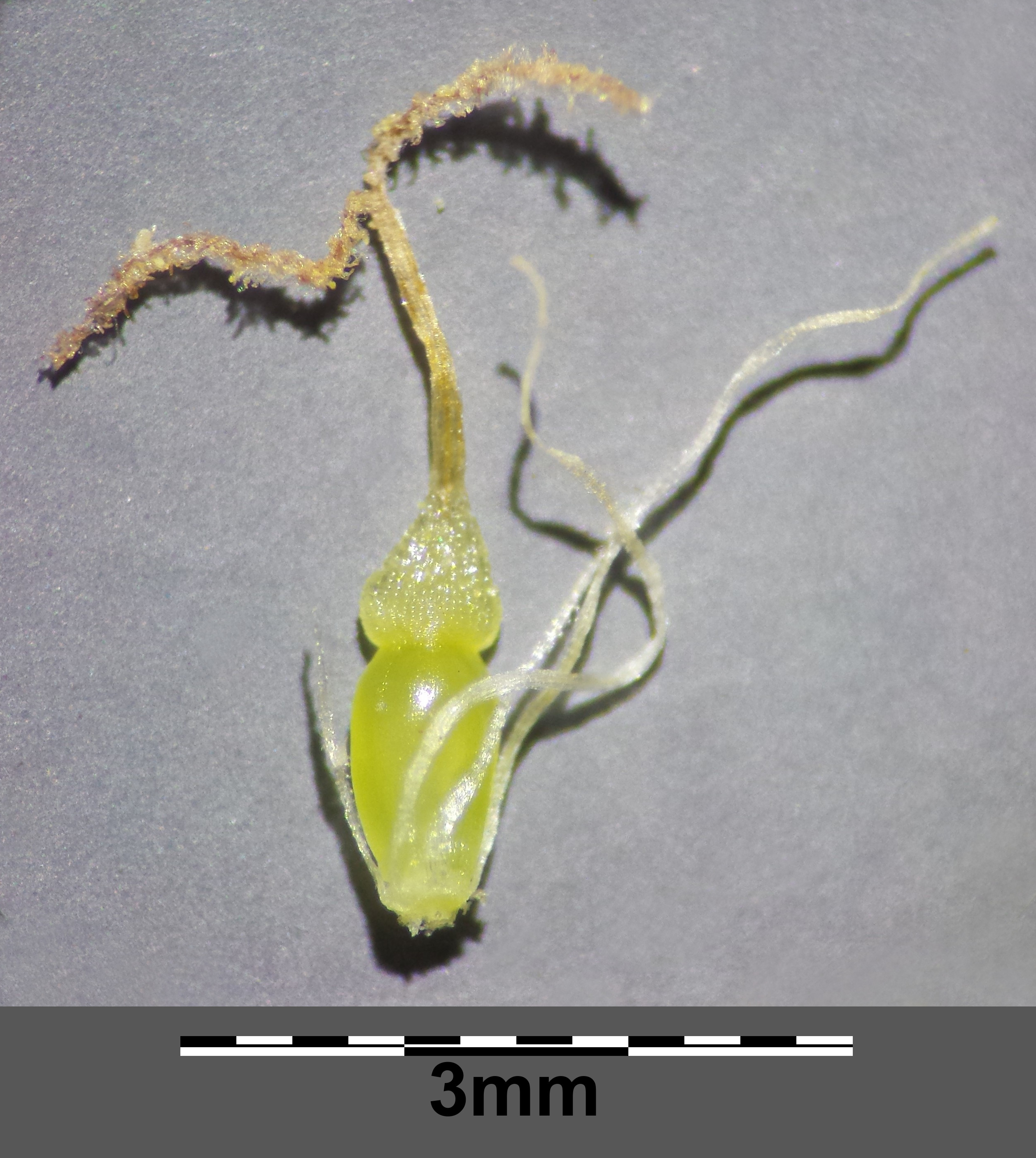
花
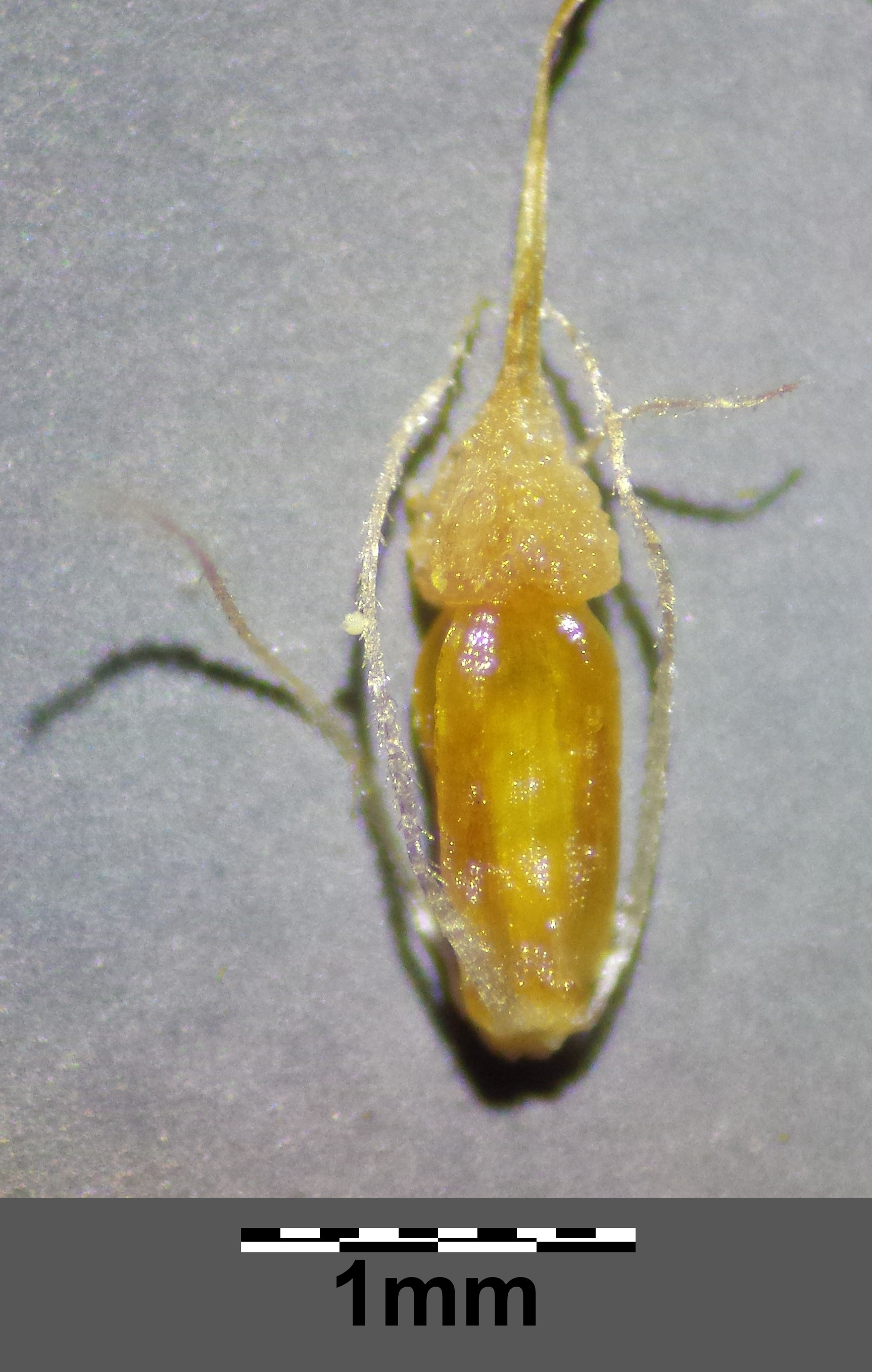
果実

## 分類
世界に広く分布し、約100種がある。特にアメリカ大陸に種数が多い。日本には20種ほどが知られるが、変異の多いものや自然雑種等もあり、分類には諸説がある。花柱の基部があまり膨れないチャボイ節、ハリイやヌマハリイなど花茎の先にそれより太い小穂をつけるハリイ節、花茎と同じ太さの小穂をつけるクログワイ節など、節に分けることもある。日本の代表的なものを記す。
ごく小型のものにはチャボイとマツバイがある。いずれも高さ5cmばかり、細い針のような花茎を束生し、匍匐枝を出す。前者は塩田など海水の入る塩性湿地に生息する希少な種である。後者は水田雑草として普通である。
中型のものとしてはハリイやオオハリイは花茎を束生して匍匐枝を出さない。水田や湿地に普通。似た姿のシカクイは水の湧く斜面などにも出る。ヌマハリイは池や湿地などにはえ、少数の花茎を束生し、匍匐枝をよく伸ばす。
クログワイやミスミイは、ヌマハリイに似た姿であるが、花茎と小穂の太さがほぼ同じで、滑らかに繋がっている。オオクログワイは根茎が食用になる。
詳細はハリイ及びクログワイの項を参照のこと。
日本の正月などに食べるオモダカ科のクワイとは別科の植物である。

## 日本産の種
以下、日本産の種を示す。
- Eleocharis ハリイ属
- E. kuroguwai クログワイ
- E. dulcis イヌクログワイ
- E. acutangula ミスミイ
- E. margaritacea シロミノハリイ
- E. ochrostachys トクサイ
- E. geniculata タマハリイ
- E. kamtschatica ヒメハリイ(クロハリイ)
- E. mamillata var. cyclocarpa オオヌマハリイ(ヌマハリイ)
- E. palustris クロヌマハリイ
- E. parvinux コツブヌマハリイ
- E. equisetiformis スジヌマハリイ
- E. acicularis var. longiseta マツバイ
- E. atropurpurea クロミノハリイ
- E. parvula チャボイ
- E. wichurae シカクイ
- E. congesta var. japonica ハリイ
- E. maximowiczii エゾハリイ
- E. attenuata セイタカハリイ
- E. ovata マルホハリイ
- E. retroflexa subsp. chaetaria カヤツリマツバイ